# Autoxidare
Autoxidarea este orice oxidare care are loc în aer sau în prezența oxigenului și/sau radiațiilor UV, formând peroxizi și hidroperoxizi. Un exemplu clasic de autoxidare este cea a eterilor simpli, ca eterului dietilic, ai cui peroxizi pot fi explozivi.